# Corporación de Defensa de la Soberanía
La Corporación de Defensa de la Soberanía (CDS) es una organización civil chilena fundada en 1960, y oficialmente en 1965 bajo el nombre de Comité Patria y Soberanía, cuyo objetivo es el estudio de los asuntos geopolíticos y fronterizos de Chile. La agrupación ha tenido una activa participación en el debate público en relación a esto, especialmente en conflictos limítrofes con Argentina, y ha sido crítica de diversas decisiones gubernamentales que, según su postura, han significado la pérdida de territorio chileno.

## Historia
La organización surgió en 1960, en el marco de la disputa limítrofe del río Encuentro-Alto Palena con Argentina y el fallo de 1966. Durante esa misma década se produce la muerte del teniente de Carabineros Hernán Merino Correa en marco de la disputa de la laguna del Desierto en 1965, tras lo cual la organización es fundada formalmente. Estos hechos fueron la motivación de sus fundadores para la creación de una entidad dedicada a la vigilancia de los asuntos fronterizos y al activismo cívico en defensa del territorio chileno.
Desde entonces, la entidad se manifestó contra lo que califica como una política exterior "entreguista", manteniéndose crítica con todos los gobiernos y con especial énfasis en las administraciones de la Concertación. Se opuso al Tratado de Paz y Amistad entre Argentina y Chile de 1984, a las compras de tierra por parte de Douglas Tompkins al arbitraje de 1994 sobre laguna del desierto y el acuerdo de 1998 sobre el Campo de Hielo Patagónico Sur.
Fue constituida como corporación en la Escritura Pública del 7 de junio de 1995, siendo reconocida como personalidad jurídica en Santiago el 2 de abril de 1996, publicada en el Diario Oficial del 17 de mayo de 1996.

## Publicaciones
La corporación mantuvo una activa presencia digital a través de su sitio web entre 2003 y 2010, donde ha publicado artículos, mapas, análisis y documentos históricos. Además, ha sido fuente de estudios usados por otros investigadores y en la crítica a tratados bilaterales considerados desfavorables.
En 2002 el entonces director general del organismo, Benjamín González Carrera, publicó el libro Historia cartográfica resumida de los límites de Chile en formato digital, difundiéndolo a través del sitio de la corporación. Hoy forma parte del archivo del Ministerio de Relaciones Exteriores.

## Miembros destacados
- Benjamín González Carrera[7]
- Jorge Figueroa Cruz[9][10]
- Guillermo Izquierdo Araya
- Eduardo García Soto
- Enrique Gallardo Nieto
- Álvaro González Medel
- Roberto Viaux Marambio
- Néstor Bahamonde Palma
- Pedro Espina Ritchie
- Gustavo Leigh Guzmán
- Hugo Zepeda Barrios
- Harold Mesías Placencio
- Francisco Iturriaga Steck
- Exequiel González Madariaga
- Ángel del Gatto Pappadia
- Eduardo Rojas Ávila
- Cristian Salazar Naudón
- Ernesto González Navarrete[2]
- Ramón Arrau Merino
- Aníbal Jara Letelier[11]
- Álvaro Gutiérrez Rodríguez
- Henry Duarte C.
- Pablo Rojas Morales[5]
- Hans Fiebig[1][12][13]